# تایلر پاتریک جونز
تایلر پاتریک جونز (انگلیسی: Tyler Patrick Jones؛ زادهٔ ۱۲ مارس ۱۹۹۴) یک بازیگر سینما اهل ایالات متحده آمریکا است. وی از سال ۲۰۰۰ میلادی تاکنون مشغول فعالیت بوده‌است.